# Dezső Földes
Dans le nom hongrois Földes Dezső, le nom de famille précède le prénom, mais cet article utilise l’ordre habituel en français Dezső Földes, où le prénom précède le nom.
Dezső Földes, né le 30 décembre 1880 à Miskolc en Autriche-Hongrie et mort le 27 mars 1950 à Cleveland aux États-Unis, est un escrimeur hongrois pratiquant le sabre et le fleuret.
Béla Békessy remporte la médaille d'or à l'épreuve du sabre par équipe lors de deux Jolympiques successifs : Jeux olympiques de 1908 à Londres et aux Jeux olympiques de 1912 à Stockholm. 
Alors qu'il est champion olympique au sabre, il devient en 1910 champion de Hongrie au fleuret après avoir été plusieurs fois sur le podium aux deux armes. 
Diplômé de chirurgie à l'Université de Budapest, il décide en 1912 d'émigrer vers les États-Unis. Il s'installe à Cleveland et y ouvre un sanatorium pour les pauvres. Il y décèdera en 1950.
Földes est juge des épreuves d'escrime des Jeux olympiques d'été de 1932 à Los Angeles.

## Palmarès
- Jeux olympiques d'été
  -  Médaille d'or au sabre par équipes en 1908
  -  Médaille d'or au sabre par équipes en 1912
- Championnats de Hongrie d'escrime
  - Champion de Hongrie au fleuret en 1910,